# Rhondia placida
Rhondia placida är en skalbaggsart som beskrevs av Heller 1923. Rhondia placida ingår i släktet Rhondia och familjen långhorningar. Inga underarter finns listade i Catalogue of Life.